# Stare Chrapowo
Stare Chrapowo (deutsch Alt Grape) ist ein Dorf in der Woiwodschaft Westpommern in Polen. Es gehört zur Gmina Bielice (Gemeinde Beelitz)  im Powiat Pyrzycki (Pyritzer Kreis).

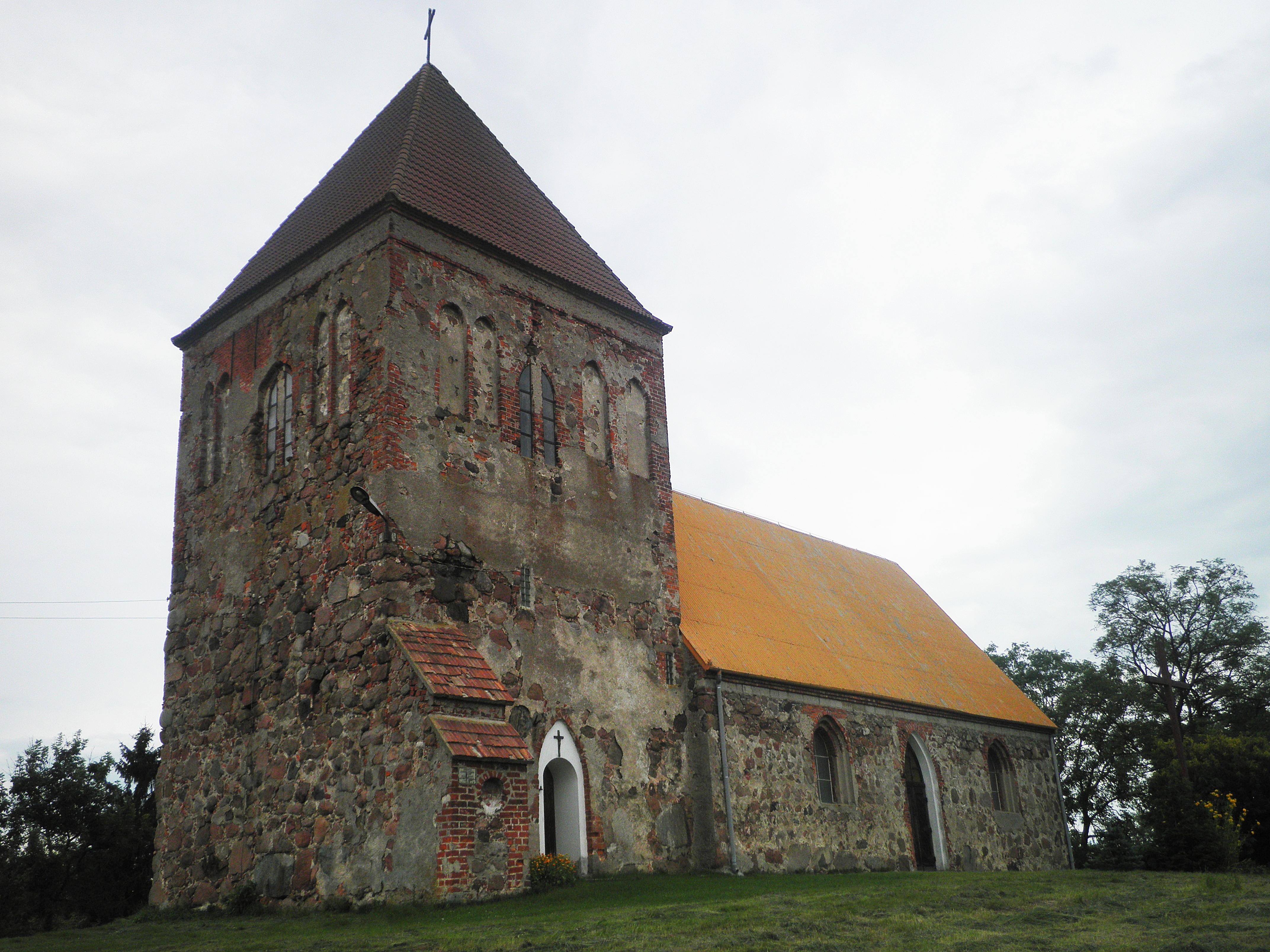
Dorfkirche (Aufnahme von 2012)

## Geschichte
Das Dorf wurde im Herzogtum Pommern erstmals in einer Urkunde aus 1212/1213 genannt, es wird dort unter dem Namen „Crapoue“ in einer Grenzbeschreibung aufgeführt. Unter dem gleichen Namen erscheint das Dorf wiederum in Grenzbeschreibungen in Urkunden aus 1235 und aus 1240.
Bis 1945 bildete Alt Grape eine Landgemeinde im Kreis Pyritz der preußischen Provinz Pommern. Zur Landgemeinde gehörten keine weiteren Wohnplätze. Die Gemeinde zählte im Jahre 1910 374 Einwohner, im Jahre 1925 410 Einwohner in 84 Haushaltungen und im Jahre 1939 314 Einwohner.
Nach dem Zweiten Weltkrieg kam Alt Grape, wie ganz Hinterpommern, an Polen. Der Ortsname wurde zu „Stare Chrapowo“ polonisiert.